# Au grand jour
 (janvier 2023).
Pour plus de détails, voir Fiche technique et Distribution.
Au grand jour est un film québécois écrit et réalisé par Emmanuel Tardif (en) en 2022. 
Le film est tourné à St-Paul-d’Abbotsford. 

## Fiche Technique
- Titre : Au grand jour
- Titre anglophone : In Broad Daylight
- Réalisation : Emmanuel Tardif
- Scénario : Emmanuel Tardif
- Production : Les Rapailleurs
- Producteurs : Léa Roy et Emmanuel Tardif
- Distribution : Les Films du 3 Mars
- Image : François Herquel
- Montage : Antoine Foley-Dupont
- Son : Yecine Meliani
- Pays d'origine : Canada
- Genre : drame
- Durée : 110 minutes

## Distribution
- David Savard
- Amaryllis Tremblay
- Karine Gonthier-Hyndman
- Elijah Patrice
- Marianne Fortier
- Jean-Simon Leduc

## Distinctions

### Sélections
- International Film Festival Karlovy Vary (en), 2022 [2]
- Cinéfest Sudbury (en), 2022[3]
- Cinémania, 2022[4]